# Nina Paley
Nina Paley (3 de maio de 1968) é uma cartunista, animadora e ativista de cultura livre estadunidense. Ela dirigiu a animação Sita Canta el Blues. Ela é a desenhista e muitas vezes o roteirista das tiras Nina's Adventures e Fluff, mas a maior parte do seu trabalho recente foi em animação. É conhecida também por desenhar para o Movimento de Extinção Humana Voluntária.